# Kazuki Egashira
Kazuki Egashira (japanisch 江頭 一輝 Egashira Kazuki; * 13. Mai 1997 in Ube) ist ein japanischer Fußballspieler.

## Karriere
Egashira erlernte das Fußballspielen in der Jugendmannschaft von Ōita Trinita. Seinen ersten Vertrag unterschrieb er 2016 bei Ōita Trinita. Der Verein spielte in der dritthöchsten Liga des Landes, der J3 League. 2017 wurde er an den Suzuka Unlimited FC ausgeliehen. 201 wurde er an den Drittligisten Iwate Grulla Morioka ausgeliehen. Für den Verein absolvierte er 39 Ligaspiele.